# 곽승영
곽승영(1972년 ~ )은 SBS 예능본부의 프로듀서이다.

## 학력 및 경력
- 여수구봉중학교
- 여수고등학교
- 고려대학교 지리교육과 학사
- 롱아일랜드대학교 대학원 석사과정 수료 (신문방송학 전공)
- SBS 예능본부 PD
- SBS TV제작본부 예능운영팀 4CP (차장급)

## 수상 경력
- 2017년 백상예술대상 예능작품상

## 연출한 프로그램
| 연도      | 방송 | 제목               | 역할 | 비고 |
| --------- | ---- | ------------------ | ---- | ---- |
| 2011      | SBS  | 인기가요           | 연출 |      |
| 2013      | SBS  | 놀라운 대회 스타킹 |      |      |
| 2017      | SBS  | 일요일이 좋다      |      |      |
| 2016~2018 | SBS  | 미운 우리 새끼     | 연출 |      |